# Gott fähret auf mit Jauchzen
Gott fähret auf mit Jauchzen (in tedesco, "Dio ascende con giubilo") BWV 43 è una cantata di Johann Sebastian Bach.

## Storia
La cantata Gott fähret auf mit Jauchzen venne composta da Bach a Lipsia nel 1726 e fu eseguita per la prima volta il 30 maggio dello stesso anno in occasione della solennità dell'ascensione. Il testo è tratto dal salmo 47, versi 6 e 7, per il primo movimento, dal vangelo secondo Marco, capitolo 16 verso 19, per il quarto e dall'inno Du Lebensfürst, Herr Jesu Christ di Johann Schop per l'ultimo, mentre il testo dei restanti movimenti è di autore sconosciuto.
Il tema della musica è tratto dal corale Ermuntre dich, mein schwacher Geist, composto da Johann Schop nel 1641.

## Struttura
La cantata è composta per soprano solista, contralto solista, tenore solista, basso solista, coro, tromba I, II e III, timpani, oboe I e II, violino I e II, viola e basso continuo ed è suddivisa in undici movimenti:
1. Coro: Gott fähret auf mit Jauchzen, per tutti.
2. Recitativo: Es will der Höchste sich ein Siegsgepräng bereiten, per tenore e continuo.
3. Aria: Ja tausend mal tausend begleiten den Wagen, per tenore, violini in unisono e continuo.
4. Recitativo: Und der Herr, nachdem er mit ihnen geredet hatte, per soprano e continuo.
5. Aria: Mein Jesus hat nunmehr, per soprano, oboi, archi e continuo.
6. Recitativo: Es kommt der Helden Held, per basso, archi e continuo.
7. Aria: Er ists, der ganz allein, per basso, tromba e continuo.
8. Recitativo: Der Vater hat ihm ja, per contralto e continuo.
9. Aria: Ich sehe schon im Geist, per contralto, oboi e continuo.
10. Recitativo: Er will mir neben sich, per soprano e continuo.
11. Corale: Du Lebensfürst, Herr Jesu Christ, per tutti.